# Xã Washington, Quận Tazewell, Illinois
Xã Washington (tiếng Anh: Washington Township) là một xã thuộc quận Tazewell, tiểu bang Illinois, Hoa Kỳ. Năm 2010, dân số của xã này là 23.604 người.